# Lin Li (volleybollspelare)
Lin Li, född 5 juli 1992 i Fuqing, är en kinesisk volleybollspelare. Hon blev olympisk guldmedaljör i volleyboll vid sommarspelen 2016 i Rio de Janeiro.